# بيتر كووي
بيتر كووي (بالإنجليزية: Peter Cowie)‏ هو مؤرخ بريطاني، ولد في 24 ديسمبر 1939 في إنجلترا في المملكة المتحدة.

## وصلات خارجية
- بيتر كووي على موقع IMDb (الإنجليزية)
- بيتر كووي على موقع قاعدة بيانات الفيلم (الإنجليزية)